# Хойниці
Хойни́ці (пол. Chojnice, каш. Chònice, нім. Konitz) — місто в північній Польщі, у Борах Тухольських.
Адміністративний центр Хойницького повіту Поморського воєводства.

## Демографія
Демографічна структура станом на 31 березня 2011 року:
|          | Загалом | Допрацездатний вік | Працездатний вік | Постпрацездатний вік |
| -------- | ------- | ------------------ | ---------------- | -------------------- |
| Чоловіки | 19540   | 4138               | 13620            | 1782                 |
| Жінки    | 20912   | 3893               | 12712            | 4307                 |
| Разом    | 40452   | 8031               | 26332            | 6089                 |

## Відомі люди

### Українці міста
- Бурачинський Осип — видатний український галицький правник, громадський та політичний діяч. Працював, помер, похований в місті.